# Cicurina brevis
Cicurina brevis là một loài nhện trong họ Dictynidae.
Loài này thuộc chi Cicurina. Cicurina brevis được James Henry Emerton miêu tả năm 1890.